# Paracles felderi
Paracles felderi là một loài bướm đêm thuộc phân họ Arctiinae, họ Erebidae.